# Hypobapta eugramma
Hypobapta eugramma là một loài bướm đêm trong họ Geometridae.